# Diaea gyoja
Diaea gyoja är en spindelart som beskrevs av Ono 1985. Diaea gyoja ingår i släktet Diaea och familjen krabbspindlar. Inga underarter finns listade i Catalogue of Life.